# Niccolò Berrettoni
Niccolò Berrettoni (14 dicembre 1637 – febbraio 1682) è stato un pittore italiano appartenente al periodo Barocco.

## Biografia e opere
Niccolò Berrettoni nacque a Macerata Feltria. Da ragazzino studiò sotto l'ala del suo maestro Simone Cantarini a Pesaro e dopo la morte del suo maestro si trasferì a Roma intorno al 1670 per lavorare nello studio di Carlo Maratta. Nel 1675, ancora allievo del Maratta, entrò a far parte dell'Accademia di San Luca. Grazie a Carlo Maratta ottenne importanti incarichi lavorativi; nonostante questo, negli ultimi anni della sua vita, la relazione con il suo maestro mutò: come raccontato da Lione Pascoli, nel 1680 Berrettoni stava per ricevere un importante incarico lavorativo relativo alla creazione di un affresco sulle pareti nella navata di San Silvestro in Capite, ma Maratta portò l'incarico ad essere assegnato invece al più anziano Giacinto Brandi. A causa di questo avvenimento, come testimoniato da Pascoli, Berrettoni si ammalò e morì nel Febbraio 1682.

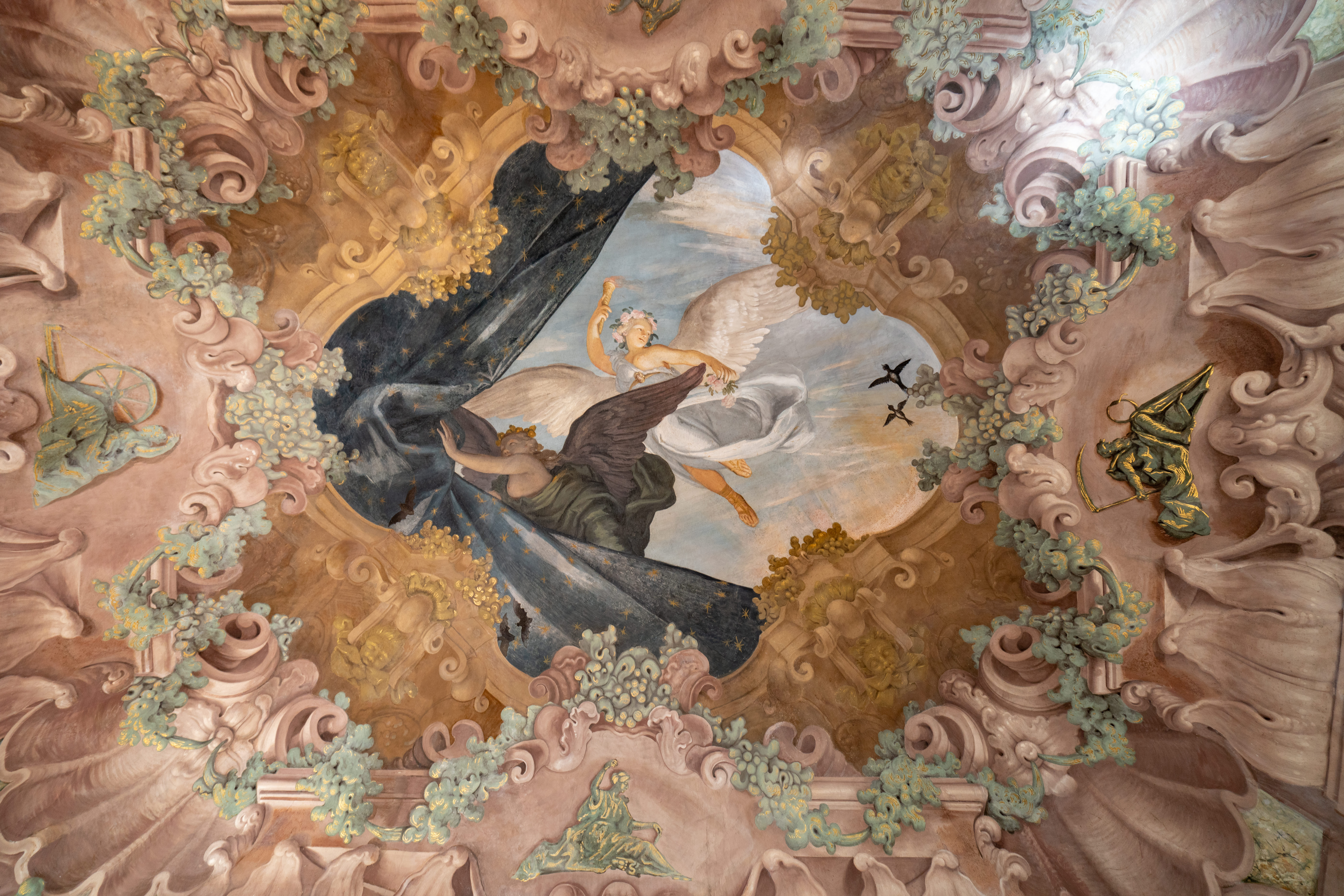
Affresco di Berrettoni restaurato a maggio 2021 presente in una delle sale di Villa Cattani Stuart a Pesaro

Alcuni dei dipinti di Berrettoni sono andati perduti. Tra quelli invece ancora presenti e più conosciuti troviamo:
- Affreschi a Palazzo Altieri (1675), la sua opera più importante, che fu prima confusa con i dipinti nel soffitto della prima anticamera, il cui ideatore è invece di Domenico Maria Canuti e solo nel 1961 furono identificati come solo quelli presenti nella Sala Rossa.
- Cappella di Santa Anna (il terzo sulla destra) nella chiesa di Santa Maria in Montesanto.
- Affreschi presenti nella cappella di Santa Maria del Suffragio.
- Gli affreschi realizzate nelle sale di Villa Cattani (oggi Villa Cattani Stuart) a Trebbiantico.
- Lo Sposalizio della Vergine nella chiesa di San Lorenzo in Borgo a Roma.
- La Madonna col Bambino e San Giovanni nella Pinacoteca Comunale di Ascoli Piceno.